# 盛延龄
盛延龄（1868年1月24日—1934年8月2日），字梦九，云南新兴人，曾任四川盐源县知县、云南开化县知事、富滇银行总理、广东省钦廉道尹、云南省政府顾问、东川矿业公司会办等职。

## 生平
清同治七年十二月十二日（1868年1月24日），盛延龄出生于云南省新兴州州城（今玉溪市红塔区）。光绪三十一年（1905年），盛延龄到日本政法学校留学，三十四年（1908年）毕业归国，到四川任政法学校主讲，后任四川盐源县知县:97。
1911年，辛亥革命爆发，云南重九起义成功后，滇军入川作战，盛延龄随军返回云南。1913年，盛延龄被任命为民政曹参事，不久改任开化县知事，10月调任富滇银行总理，1914年5月离职:95。1915年，盛延龄被北洋政府授以广东省钦廉道道尹，曾获三等嘉禾勋章。1916年，云南護國運動爆发，盛延龄遭解职，返回云南，任云南省政府顾问。1922年，盛延龄出任富滇银行香港分行经理，4月至9月改任富滇银行总经理，同年再次改任东川矿业公司会办。1925年，盛延龄被玉溪旅省同乡会选举为重建省城玉溪商场总理，商场建成后称为玉溪街。1926年，盛延龄再次出任富滇银行总办。1928年，因拒绝让富滇银行向政府垫资而辞职，同年被聘为富滇银行监察，撰写《云南金融问题》一书由富滇银行参事室出版。1930年，盛延龄任东川矿业公司会办，曾主持新建选矿厂:97。
1934年8月2日，盛延龄因中风逝世，葬于昆明元宝山:97。